# Samuel Friedrich Capricornus
Samuel Friedrich Capricornus (Schertitz, 21 december 1628 - Stuttgart, 10 november 1665) was een Duitse barokcomponist. Zijn oorspronkelijke achternaam was Bockshorn, maar zelf gebruikte hij de Latijnse versie Capricornus.

## Levensloop
Capricornus werd geboren in Schertitz (het tegenwoordige Žerčice in Tsjechië) als zoon van de protestantse dominee Georg Bockshorn en zijn vrouw Anna. Door de ontwikkelingen tijdens de Dertigjarige Oorlog werd het onmogelijk om als protestants gezin in Schertitz te blijven wonen en het gezin week daarom uit naar Hongarije. Vader Georg overleed een paar jaar later en liet zijn vrouw met negen kinderen achter. In 1640 woonde het gezin in Sopron, waar de jonge Samuel les volgde op het Gymnasium. Drie jaar later zouden ze woonachtig zijn in Silezië.  

### Leraar
Na 1643 dook Capricornus op in Straatsburg en heeft hij daar waarschijnlijk een studie theologie afgerond. Hij zocht vervolgens in deze stad een baan als muzikant maar werd nergens aangenomen.
Uiteindelijk kreeg hij in 1646 in Reutlingen een aanstelling als leraar bij het lokale Gymnasium, samen met zijn goede vriend en componist Johann Kusser. De twee bleven hier tot 1649 werkzaam.

### Wenen
Capricornus ging in 1649 voor enige tijd naar Wenen. Hier maakte hij kennis met de muziek van het keizerlijk hof, waar Italiaanse componisten als Antonio Bertali en Pier Francesco Valentini werkzaam waren. Hun muziekstijl zou uiteindelijk een grote invloed uitoefenen op zijn eigen composities.

### Bratislava
In 1649 vertrok Capricornus naar Bratislava - destijds Preßburg geheten - waar op dat moment zijn moeder woonde. Aanvankelijk werd hij huisleraar bij de arts Wilhelm Rayger. Via Rayger leerde hij Anna Elisabeth Knogler kennen en de twee trouwden op 10 oktober 1651. Het stel zou uiteindelijk vier kinderen krijgen, waarvan zoon Samuel en twee dochters in Bratislava werden geboren. Het huwelijk verliep overigens vrij moeizaam.
In 1651 kreeg Capricornus een aanstelling als muziekdirecteur van de evangelische kerk. Van hem werd daardoor ook verwacht dat hij als docent ging lesgeven op het Gymnasium, maar na een jaar wist hij van deze verplichting af te komen.
In 1655 verscheen zijn eerste uitgave met eigen composities: Opus musicum.

### Kapelmeester in Stuttgart
Tijdens een eerdere landdag in Bratislava had Capricornus kennis gemaakt met Nicolaus Müller, een stadsraad uit Stuttgart. Müller had toen al kenbaar gemaakt dat ze Capricornus goed konden gebruiken voor de hertogelijke hofkapel. Zo kwam het dat Capricornus in 1657 naar Stuttgart vertrok, waar hertog Eberhard III hem in dienst nam als hofkapelmeester. In Bratislava werd Capricornus opgevolgd door zijn oude vriend Johann Kusser.
Stuttgart en het hertogdom Württemberg hadden net een armoedige periode achter de rug. Na de Slag bij Nördlingen in 1634 was de stad bezet en leeggeroofd door keizerlijke troepen. Een groot deel van de bevolking van Württemberg was omgekomen door oorlog of honger en velen waren gevlucht. Pas na de Vrede van Westfalen in 1648 trad het herstel op. Met de aanstelling van Capricornus als kapelmeester kon nu ook het muziekleven in Stuttgart weer tot bloei worden gebracht.
In Stuttgart kregen Capricornus en zijn vrouw hun vierde en tevens laatste kind: dochter Anna Sophia, die in september 1657 werd gedoopt.

#### Conflicten
Het werk in Stuttgart verliep niet makkelijk voor Capricornus. Zo had hij veel conflicten met de organist Philipp Friedrich Böddecker. Deze Böddecker had zelf graag hofkapelmeester willen worden en was dus niet blij toen Capricornus voor deze functie werd aangenomen. Hij deed sindsdien zijn best om Capricornus zwart te maken bij de andere musici, bijvoorbeeld door de kwaliteit van diens composities in twijfel te trekken. Tevens was de organist niet gecharmeerd van Capricornus' voorliefde voor Italiaanse muziek. 
Ook had Capricornus problemen met de musici van de hofkapel. De hofkapel had jarenlang zonder duidelijke leiding moeten werken en het was daarom wennen aan de temperamentvolle manier van leidinggeven van Capricornus. Hij stelde volgens de musici vaak te hoge eisen aan hen en deed neerbuigend als het resultaat hem niet beviel.
Uiteindelijk escaleerden de conflicten en Capricornus beklaagde zich in een brief bij de hertog over het gedrag van Böddecker. Hij weersprak Böddeckers aantijgingen over de vermeende lage kwaliteit van zijn composities en gaf aan dat juist de composities van Böddecker van een laag niveau waren. Ook schreef hij dat Böddecker de musici van de hofkapel tegen hem opzette.
De problemen bleven echter aanhouden, getuige de vele brieven en notities die in de loop der jaren zijn opgesteld. Zowel de kerkenraad als de hertog zelf hebben Capricornus nog regelmatig te kennen gegeven dat hij op zijn gedrag moest letten en zich wat meer moest inhouden tegenover zijn medewerkers.
Toch was zijn periode in Stuttgart zeer vruchtbaar, want hij produceerde vele composities en stond in hoog aanzien bij tijdgenoten als Heinrich Schütz en Giacomo Carissimi.
Capricornus overleed op 10 november 1665 te Stuttgart.

## Werken
Capricornus was sterk beïnvloed door de in Wenen zo populaire Italiaanse muziekstijl. Tussen de stad Bratislava en het Weense hof waren nauwe politieke banden, hetgeen zich ook uitte in muzikale uitwisselingen tussen de Weense hofkapel en de musici in Bratislava. In Bratislava zette Capricornus composities van Italiaanse componisten als Claudio Monteverdi en Giacomo Carissimi op het repertoire en later in Stuttgart was hij pleitbezorger van onder andere Valentini en Antonio Bertali. De destijds beroemde componist Heinrich Schütz was ook zeer lovend over de composities van Capricornus en omschreef zijn werken als opera virtuosa.
Capricornus was tijdens zijn leven een componist die in hoog aanzien stond. Dat verklaart ook waarom zelfs nog in de eerste jaren na zijn dood zeven uitgaven met Capricornus' muziek werden uitgebracht. Bij deze postume uitgaven speelde waarschijnlijk zijn zoon Samuel een actieve rol. 
Van zijn seculiere werken is het meeste verloren gegaan. Het merendeel van zijn overgeleverde werken is dan ook religieus van aard. Hieronder volgt een selectie van zijn werken: 
- Opus musicum (Neurenberg, 1655)
- Geistliche Concerte (Stuttgart, 1658/1665)
- Geistliche Harmonien (Neurenberg, 1659/1660/1664)
- Jubilus Bernardi (Neurenberg, 1660)
- Zwey Lieder von dem Leyden und Tode Jesu (Neurenberg, 1660)
- Theatrum musicum (Würzburg, 1659/69)
- Sonaten und Canzonen (1660)
- Scelta musicale à la prima opera d'excellenti Motetti (Frankfurt, 1669)
- Opus aureum missarum (Frankfurt, 1670)
- Neu angestimmte und erfreuliche Tafelmusik in allerhand lustigen Harmonyen (...) (Frankfurt, 1670/71)
- Diverse missen en religieuze concerten zoals cantaten en orgelwerken